# Polygala tamamschaniae
Polygala tamamschaniae är en jungfrulinsväxtart som beskrevs av Vladimir Ivanovich Dorofeev. Polygala tamamschaniae ingår i släktet jungfrulinssläktet, och familjen jungfrulinsväxter. Inga underarter finns listade i Catalogue of Life.